# مثلث برمودا
مثلث برمودا (به انگلیسی: Bermuda Triangle)، که به عنوان مثلث شیطان نیز شناخته می‌شود، یک افسانه محلی است که در اطراف منطقه ای محدود در قسمت غربی اقیانوس اطلس شمالی متمرکز شده است، جایی که گفته می‌شود تعدادی هواپیما و کشتی در شرایط مرموز ناپدید شده‌اند. ایده این منطقه به عنوان منحصر به فرد و مستعد ناپدید شدن در اواسط قرن بیستم مطرح شد، اما اکثر منابع معتبر این ایده را که هر گونه راز وجود دارد رد می‌کنند.
مجاورت مثلث برمودا یکی از پرترددترین خطوط حمل و نقل دریایی در جهان است که کشتی‌ها به‌طور مکرر از آن عبور می‌کنند و به بندرهای قاره آمریکا، اروپا و جزایر کارائیب می‌روند. کشتی‌های تفریحی به‌طور منظم از این منطقه می‌گذرند و هواپیماهای تجاری و خصوصی به‌طور منظم بر فراز آن پرواز می‌کنند. فرهنگ عامه ناپدید شدن‌های مختلفی را به ماورالطبیعه یا فعالیت موجودات فرازمینی نسبت داده است.

## ریشه‌یابی
اولین ادعای ناپدیدشدن غیرعادی در برمودا را ادوارد ون وینکل جونز در ۱۷ سپتامبر ۱۹۵۰ در مجلهٔ میامی هرالد (آسوشیتد پرس) ارائه داد. دو سال بعد، مجلهٔ فیت مقاله‌ای کوتاه از جورج ایکس با عنوان «رمز و رازهای دریا پشت درب‌های ما هستند» منتشر کرد. در این مقاله دربارهٔ از دست دادن بسیاری از هواپیماها و کشتی‌ها از جمله پرواز ۱۹ به‌طور جامع صحبت شده است. در آوریل ۱۹۶۲، مجلهٔ لژیون آمریکایی ادعا کرد که نکتهٔ مهمی در پرواز ۱۹ وجود داشته است. این مجله ادعا کرد که فرماندهٔ مأموریت گفته است: «ما در حال ورود به آب‌های سفید هستیم و هیچ چیز خوب به نظر نمی‌رسد. ما نمی‌دانیم که در کجا هستیم. آب سبز است یا سفید؟» حتی شایعه شد که پرواز ۱۹ به مریخ فرستاده شده است. این مقاله برای نخستین بار نشان داد که مردم از وقایع رخداده در این منطقه را دنبال می‌کنند. در فوریه ۱۹۶۴، «وینسنت گادیس» در مجلهٔ ارگزوا در مقاله‌ای به نام «مثلث برمودا قاتل است» دربارهٔ پرواز ۱۹ و دیگر رخدادهای این منطقه نوشت. در سال بعد، گادیس مقالهٔ خود را تا جایی گسترش داد که تبدیل به یک کتاب شد.
«لورنس دیوید کخ» پژوهشگر دانشگاه ایالتی آریزونا و نویسندهٔ کتاب «راز مثلث برمودا» در سال ۱۹۷۵ ادعا کرد راه‌حلی در این‌باره پیدا کرده است. او اظهار داشت که نوشته‌های گادیس و دیگر نویسندگان دربارهٔ این پدیده بیش از حد اغراق‌آمیز بوده است. دیوید کخ با پژوهش‌های خود، اشتباهات و تناقصات بسیاری بین حساب و اظهارات چارلز برلیتز و شاهدان عینی و بازماندگان کشف کرد که بسیاری از اطلاعات مربوط به کشتی‌های بادبانی و ناپدیدشدن آن‌ها را کشف کرد. مجموع پژوهش‌ها عبارتند از:
- کشتی‌ها و هواپیماها که بزرگتر از بقیه بودند گرفتار طوفان گرمسیری شدند و تعدادی از آن‌ها ناپدید شدند و چارلز برلیتز و نویسندگان دیگر یاد کردن طوفان در این حوادث را از یاد برده‌اند.
- برخی از اطلاعات موجود در پژوهش‌های دیگر اغراق‌آمیز بود. به عنوان مثال، کشتی ناپدید می‌شد و اما پرسش نامشخص این‌جاست که چرا برخی از هواپیماها به سختی خود را به بندر رساندند و گرفتار مثلث برمودا نشدند.
- مثلث برمودا به عنوان یک افسانه شهری در نظر گرفته شده است.[۹]

با توجه به غرق شدن کشتی نفت‌کش در سال ۱۹۷۲، قطعاتی از بقایای آن در خلیج مکزیک پیدا شد. محققان دریافتند که کاپیتان کشتی در دفتر کابین، یک فنجان قهوه را به سختی در دستش فشرده و در همان حال جان داده است.

### موقعیت مثلث
نخستین مرزهای اعلام شده برای مثلث به مقاله‌ای که وینست گادیس در سال ۱۹۶۴ میلادی نوشته بود بازمی‌گردد. در آن مقاله سه رأس مثلث بر روی میامی فلوریدا، سان خوآنِ پورتوریکو و بر روی جزیرهٔ برمودا در وسط اقیانوس اطلس می‌افتاد. اما نویسنده‌های بعدی این مرزبندی را نپذیرفتند و رأس‌های تازه‌ای را برای مثلث مشخص کردند که ناحیه‌ای به مساحت ۱٬۳۰۰٬۰۰۰ کیلومتر مربع تا ۳٬۹۰۰٬۰۰۰ کیلومتر مربع را دربرمی‌گرفت.
کم‌کم چنان شد که پذیرش هر رویداد درون مثلث، به شخصی که گزارش آن را می‌نوشت بستگی پیدا کرده بود. انجمن نام‌های جغرافیایی ایالات متحده چنین مثلثی را به رسمیت نمی‌شناسد و در نقشه‌های سازمان‌های دولتی آن را نمی‌آورد.
نقشهٔ جغرافیایی مثلث برمودا بر روی بخشی از اقیانوس اطلس در سواحل جنوب شرقی آمریکا واقع است. رأس آن نزدیک برمودا و قسمت انحنای آن از سمت پایین فلوریدا گسترش یافته و از پورتوریکو گذشته، به طرف جنوب و شرق منحرف شده و از میان دریای سارگاسو گذر کرده و دوباره به سوی برمودا بازگشته است. طول جغرافیایی در قسمت غرب مثلث برمودا ۸۰ درجه است.
این ناحیه یکی از پر رفت‌وآمدترین خط‌های سفرهای دریایی است و روزانه کشتی‌هایی از اروپا، قاره آمریکا و جزیره‌های کارائیب در آن منطقه رفت‌وآمد می‌کنند. کشتی‌های تفریحی از فلوریدا یا پروازهای تجاری و هواپیماهای شخصی به فراوانی از فلوریدا، کارائیب و آمریکای جنوبی به این منطقه سفر می‌کنند.

## نظریه‌ها و توضیح‌های فرضی

### نظریات علمی
تا پیش از استفاده از جی‌پی‌اس، قطب‌نما اصلی‌ترین وسیله ناوبری محسوب می‌شد و بدین ترتیب قطب‌نما یکی از دلایل یادشده در حوادث مثلث برمودا معرفی شده است. بسیاری از فرضیه‌ها حامل این پیام بودند که ممکن است در این منطقه ناهنجاری‌های مغناطیسی غیرعادی وجود داشته باشد و هیچ‌گاه نمی‌توان آن‌ها را پیدا کرد. قطب‌نما میل مغناطیسی دارد و گاهی دچار اشتباه می‌شود. مثلث برمودا نیز دارای قطب مغناطیسی شمال است و دریانوردان این واقعیت را از قرن‌ها پیش متوجه شده بودند. برای مثال، دریانوردان ایالات متحده آمریکا در سال ۲۰۰۰ بر روی خط ویسکانسین حرکت می‌کردند ولی در نهایت به خلیج مکزیک رسیدند. در حالی که عموم مردم فکر می‌کنند که میل مغناطیسی قطب‌نما یک پدیدهٔ مرموز است.

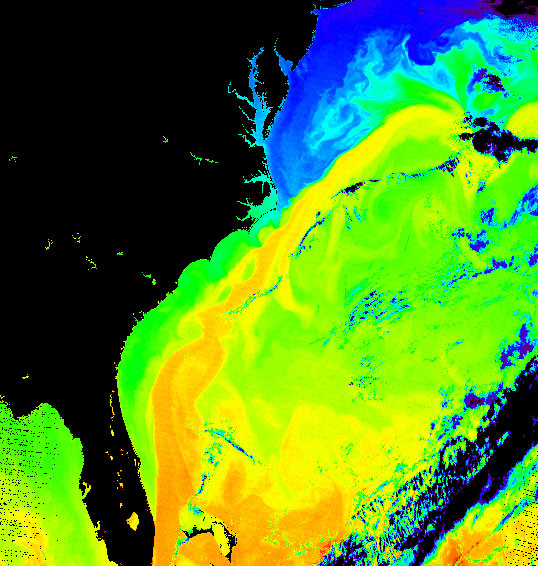
تصویری رنگی از گلف استریم و جریان شمالی که در غرب اقیانوس اطلس جاری است. (ناسا)

تصویری از پراکندگی گاز متان در سراسر جهان، سال ۱۹۹۶. (سازمان زمین‌شناسی آمریکا)

یکی دیگر از دلایل علمی این پدیده وجود گلف استریم در اعماق اقیانوس است که از خلیج مکزیک سرچشمه می‌گیرد و از راه تنگه فلوریدا به اقیانوس اطلس شمالی جریان پیدا می‌کند. در حقیقت، یک رودخانه در اعماق این اقیانوس قرار دارد که می‌تواند چیزهای شناور را حمل کند. سرعت این جریان دریایی ۲٫۵ متر در ثانیه (۵٫۶ مایل در ساعت) است.
یکی از مهم‌ترین توضیحات در از دست دادن هواپیماها و کشتی‌ها، اشتباهات انسان است. در ۱ ژانویه ۱۹۵۸، از روی لجبازی و سرسختی تاجر هاروی کاناور، بادبان‌های کشتی از دست رفتند و کشتی گرفتار طوفان جنوب فلوریدا شد.
یکی دیگر از دلایل علمی این پدیده رفتار خشونت‌آمیز آب‌وهوا است. طوفان‌های قدرتمند که در آب‌های گرمسیری تشکیل می‌شوند، سبب جان باختن هزاران نفر و خسارت‌های میلیارد دلاری شده است. غرق شدن ناوگان فرانسیسکو د بوبادیلا در سال ۱۵۰۲، نخستین نمونهٔ ثبت شده از این طوفان بوده است. این طوفان در گذشته سبب تعدادی از حوادث مربوط به مثلث برمودا بوده است. احتمال می‌رود که علت غرق شدن کشتی در شهر بالتیمور در ۱۴ مه ۱۹۸۶، هوای سرد و طوفان‌های قدرتمند بوده است. در این کشتی، ناگهان باد شدید وزید و سرعت باد از ۲۰ مایل در ساعت به ۶۰–۹۰ مایل در ساعت افزایش یافت. جیمز لوشین متخصص ماهواره مرکزی ملی طوفان، اعلام کرد که شرایط آب و هوایی بسیار سرد و ناپایدار بوده است و این ناپایداری به گونه‌ای سبب انفجار باد شده است. مشابه این رویداد در سال ۲۰۱۰ در کونکوردیا در سواحل آرژانتین رخ داد.
یکی دیگر از دلایل علمی این پدیده وجود گاز متان (یک گاز طبیعی) است. آزمایش‌های استرالیا ثابت کرده است که وجود حباب در آب، سبب کاهش چگالی و در نتیجه فرورفتن کشتی در اعماق آب می‌شود. لاشه‌های هواپیماها و کشتی‌ها توسط گلف استریم در آب پراکنده می‌شود. این فرضیه ارائه شده است که متان سبب گل‌فشان در مناطق آبی پر از کف می‌شود و کشتی‌ها قدرت شناوری کافی در آب را نخواهند داشت. این اتفاق بدون هشدار و بسیار سریع رخ می‌دهد. انتشارات سازمان زمین‌شناسی آمریکا گفته است که متان در بسیاری از آب‌های جهان از جمله منطقه ریج بلیک، در ساحل جنوب شرقی ایالات متحده آمریکا وجود دارد. با این حال، این سازمان با انتشار مقاله‌ای بیان کرده است که رویداد گاز متان در مثلث برمودا در ۱۵٬۰۰۰ سال پیش رخ داده است.
یکی دیگر از دلایل علمی این پدیده امواج سرکش است. در اقیانوس‌های مختلف و سراسر جهان، امواج سرکش موجب غرق شدن کشتی‌ها شده است و سکوهای نفتی را سرنگون کرده است. این امواج تا سال ۱۹۹۵ به عنوان یک رمز و راز و یک اسطوره در نظر گرفته می‌شد.

### نظریات فراطبیعی
برخی از نویسندگان مثلث برمودا را پدیده‌ای فراطبیعی می‌دانند. یکی از نظریات رایج در این باره فرورفتن قارهٔ افسانه‌ای آتلانتیس در دریای بیمینی واقع در جزیره بیمینی است. به قلم افلاطون، مردم آتلانتیس برای فتح آتن سپاهیان بی‌شماری فراهم کردند و زئوس بر آن‌ها طوفانی نازل کرد که قابل تصور نبود. این ایده توسط استیون اسپیلبرگ با توجه به فیلم علمی-تخیلی برخورد نزدیک از نوع سوم ارائه گردید و از داستان ربودن ۱۹ انسان توسط بیگانگان و موجودات فضایی پیروی می‌کند. این داستان ادعا می‌کند که موجودات فضایی هواپیماها و کشتی‌ها را می‌ربایند و به کرات خود می‌برند. یکی دیگر از نظریات رایج ورود به دنیایی دیگر است. پاره‌ای دانشمندان ادعا می‌کنند که مثلث برمودا، دریچه برای گشودن دنیایی دیگر است و هواپیماها و کشتی‌های انسان‌ها وارد آن دنیا می‌شوند. چارلز برلیتز نویسندهٔ کتاب‌های متعددی دربارهٔ پدیده‌های فراطبیعی، این پدیده را نابودی انسان‌ها بدون هیچ توضیحی می‌داند.

## رخدادها

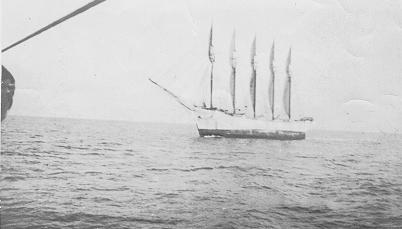
قایق بادبانی کارول آ دیرینگ در ۲۹ ژانویه ۱۹۲۱، دو روز پیش از ترک کارولینای شمالی (گارد ساحلی ایالات متحده)

### یواس‌اس سایکلوپ
در تاریخ ۱۹ مارس ۱۹۱۸ ناوگان کشتی یواس‌اس سایکلوپ پس از خروج از جزیرهٔ باربادوس ناپدید شد. این رخداد منجر به از دست رفتن بزرگ‌ترین ناوگان تاریخ نیروی دریایی ایالات متحده و هر ۳۰۹ خدمه کشتی شد. اگرچه هیچ نظریه تاییدشده‌ای برای این حادثه ارائه نشده است، اما برخی علت این حادثه را طوفان و برخی فعالیت‌های دشمن در زمان جنگ جهانی اول دانسته‌اند. همراه با ناپدید شدن این کشتی، دو کشتی خواهر آن به نام‌های یواس‌اس پروتئوس و یواس‌اس نرئوس نیز در اقیانوس اطلس شمالی در زمان جنگ جهانی دوم ناپدید شدند. هر دو کشتی غیرنظامی بوده و وظیفه‌شان رساندن سنگ معدن فلز به سایکلوپ بود.

### کارول آ دیرینگ
در سال ۱۹۲۱، پنج قایق بادبانی که دو سال پیش در سال ۱۹۱۹ به اقیانوس اطلس رفته بوده و بازنگشته بودند در کارولینای شمالی پیدا شدند. در آن زمان شایعات زیادی به راه افتاد و احتمال قربانی شدن آن‌ها توسط دزدان دریایی بر سر زبان‌ها افتاد. احتمال می‌رود که این کشتی‌ها یکی از کشتی‌های اس‌اس هویت باشند که در همان زمان ناپدید شدند.

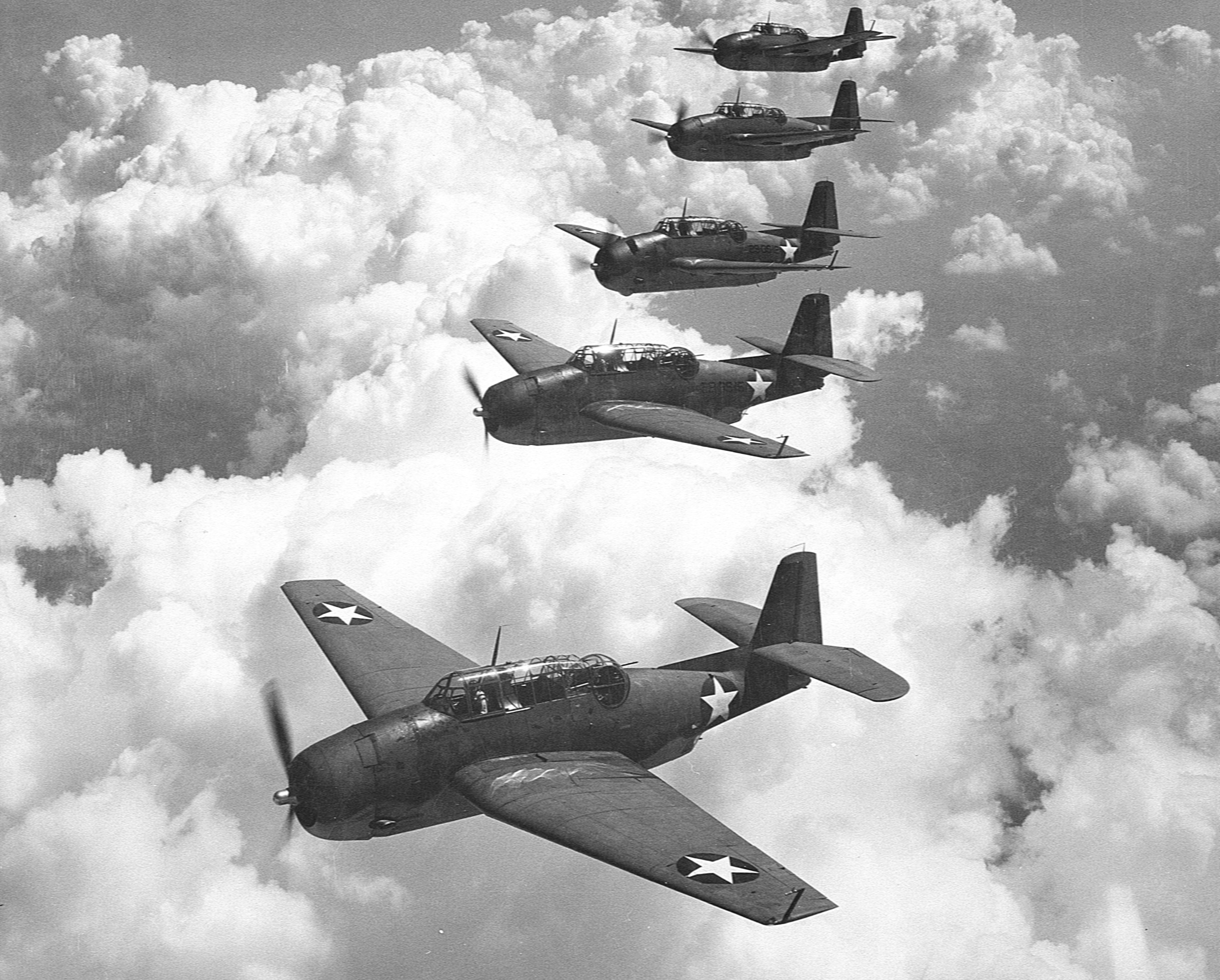
۵ فروند هواپیمای پرواز ۱۹

### پرواز ۱۹
پرواز ۱۹ یکی از پیچیده‌ترین حوادث مثلث برمودا بوده است. در این حادثه ۵ فروند هواپیمای نظامی از نوع «تی‌بی‌ام افینگر ۳» در تاریخ ۵ دسامبر ۱۹۴۵ برای یک عملیات اکتشافی هم‌زمان به سمت مثلث برمودا به پرواز درآمدند، ساعاتی پس از پرواز ستوان یکم چارلز تیلور با برج مراقبت تماس برقرار کرده و وضعیت خود را به طرز عجیبی تشریح کرد، پس از آن‌که برج مراقبت توصیه کرد تا هواپیماها ۱۸۰ درجه تغییر مسیر دهند تا در جهت فلوریدا قرار بگیرند. خلبان برای برج مراقبت توضیح داد که دستگاهی برای تشخیص درجه‌ها و جهت‌ها نداریم و آن‌ها از کار افتاده‌اند. صدای خلبانان ضعیف و ضعیف‌تر شد تا به‌کلی قطع شد و هواپیماها برای همیشه ناپدید شدند.

### استار تیگر و استار آریل
هواپیماهای استار تیگر و استار آریل دو فروند هواپیما از خانوادهٔ سلطنتی آورو تودور پنجم بودند و توسط هواپیمای مسافربری بریتانیا قصد فرود در آمریکای جنوبی را داشتند. کوچک‌ترین خطایی در پرواز ممکن بود هر دو هواپیما را نابود کند و آن‌ها را از رسیدن به آمریکای جنوبی بازدارد. پس از ورود به مثلث برمودا، هر دو هواپیما به یکباره ناپدید شدند.

### داگلاس دی‌سی-۳
ایربورن ترنسپورت دی‌سی-۳ یکی از هواپیماهای مدل داگلاس دی‌سی-۳ است که در تاریخ ۲۸ دسامبر ۱۹۴۸ در حالی که از سان خوآن، پورتوریکو به مقصد میامی پرواز می‌کرد، ناپدید شد. هیچ اثری از هواپیما و ۳۲ نفر سرنشین داخل آن یافت نشده است.

### کی‌سی-۱۳۵ استراتوتانکرز
در ۲۸ اوت ۱۹۶۳، یک جفت هواپیمای کی‌سی-۱۳۵ استراتوتانکرز از سوی نیروی هوایی ایالات متحده آمریکا به پرواز درآمدند. در حالی که هر دو بر فراز اقیانوس اطلس پرواز می‌کردند، به هم برخورد کردند و در اقیانوس سقوط کردند. (واینر، برلتیز، و گادیس) جالب این است که هنگام سقوط در آب ۱۶۰ مایل (۲۵۶ کیلومتر) با هم فاصله داشتند.

### کونمارا پنجم
کونمارا پنجم یک قایق بادبانی سرگردان در اقیانوس اطلس در جنوب برمودا بود که در تاریخ ۲۶ سپتامبر ۱۹۵۵ پیدا شد. (برلیتز و واینر) تمام خدمهٔ قایق بادبانی ناپدید شدند در حالی که قایق بادبانی در طول سه روز طوفان در دریا جان سالم به در برد. در سال ۱۹۵۵، یکی از سنگین‌ترین طوفان‌های اقیانوس اطلس وزید که احتمال می‌رود موجب ناپدید شدن خدمهٔ این قایق بادبانی شده باشد.

### فهرست کامل حوادث
| فهرست حوادث | فهرست حوادث     | فهرست حوادث             | فهرست حوادث    | فهرست حوادث               | فهرست حوادث          | فهرست حوادث |
| ----------- | --------------- | ----------------------- | -------------- | ------------------------- | -------------------- | --- |
| شماره       | نوع وسیله نقلیه | نام وسیله نقلیه         | تاریخ          | مبدأ                      | مقصد دست‌نیافته       | خلاصهٔ عملیات |
| ۱           | کشتی            | الن آستین               | ۱۸۸۰           |                           |                      | کشتی در مثلث برمودا ناپدید شد. |
| ۲           | کشتی            | یواس‌اس سایکلوپ          | ۴ مارس ۱۹۱۸    | باربادوس                  | بالتیمور             | کالیر، فرمانده کشتی و هر ۳۰۹ خدمه دیگر ناپدید شدند. |
| ۳           | کشتی            | کارول آ دیرینگ          | ۳۱ ژانویه ۱۹۲۱ | کارولینای شمالی           | ریو دو ژانیرو، برزیل | پنج قایق بادبانی در نزدیکی کیپ هتراس ناپدید شدند. |
| ۴           | کشتی            | اس‌اس کوتوپاکسی          | ۱ دسامبر ۱۹۲۵  | چارلستون، کارولینای جنوبی | هاوانا، کوبا         | دو روز پیش از رسیدن به هاوانا، کوبا، رادیو گزارش داد که چند کشتی غرق شده‌اند.                                                                                                  |
| ۵           | کشتی            | یواس‌اس پروتئوس          | ۱۹۴۱           | مکزیک                     | ریو دو ژانیرو، برزیل | هر ۵۸ نفر از دست رفتند و دو کشتی خواهرش نرئوس و اوریون نیز ناپدید شدند. |
| ۶           | کشتی            | یواس‌اس نرئوس            | ۱۹۴۱           | مکزیک                     | ریو د ژانیرو، برزیل  | این کشتی به همراه دو کشتی خواهرش پروتئوس و اوریون ناپدید شد. |
| ۷           | کشتی            | یواس‌اس اوریون           | ۱۹۴۱           | مکزیک                     | ریو دو ژانیرو، برزیل | این کشتی همراه دو خواهرش پروتئوس و نرئوس ناپدید شد. |
| ۸           | هواپیما         | پرواز ۱۹                | ۵ دسامبر ۱۹۴۵  | ایالات متحده آمریکا       |                      | هر ۵ فروند هواپیما از دست رفتند. چند ثانیه پیش از ناپدیدشدن آن‌ها فرمانده می‌گفت که این‌جا هیچ چیز خوب نیست، آب سبز است یا سفید. همان روز یک هواپیمای مارینر در جستجوی آن‌ها بود. |
| ۹           | هواپیما         | ایربورن ترنسپورت دی‌سی-۳ | ۲۸ دسامبر ۱۹۴۸ | سان خوآن                  | میامی                | هر سه خدمه و ۳۶ مسافر پیش از رسیدن به میامی ناپدید شدند. |
| ۱۰          | هواپیما         | بی‌اس‌ای‌ای استار تیگر     | ۳۰ ژانویه ۱۹۴۸ | بریتانیا                  | آزور                 | این هواپیمای مسافربری خانوادهٔ سلطنتی تودور بوده است که ۶ خدمه و ۲۵ مسافر آن از بین رفتند.                                                                                     |
| ۱۱          | هواپیما         | بی‌اس‌ای‌ای استار آریل     | ۱۷ ژانویه ۱۹۴۹ | برمودا                    | جامایکا              | این هواپیمای مسافربری خانوادهٔ سلطنتی تودور بوده است که هر ۷ خدمه و ۱۳ مسافرش ناپدید شدند.                                                                                     |
| ۱۲          | کشتی            | اس‌اس مارین سولفور کوئین | ۱۹۶۳           | بومانت، تگزاس             |                      | این کشتی ۱۵٬۲۶۰ تن گوگرد را حمل می‌کرد و دریا خشمگین شد و بعد از ۱۶ فوت، بادهای شمالی شدیدی وزید و کشتی با ۳۹ خدمهٔ آن ناپدید شد.                                               |
| ۱۳          | فانوس دریایی    | ایزاک                   | ۱۹۶۹           | بیمینی، باهاما            |                      | فانوس دریایی و ۲ نگهبانش ناپدید شدند و هرگز پیدا نشدند. |